# Василец
Василец (укр. Василець) — село,
Дорошовский сельский совет,
Ямпольский район,
Сумская область,
Украина.
Код КОАТУУ — 5925680804. Население по переписи 2001 года составляло 19 человек .

## Географическое положение
Село Василец находится в 2-х км от города Дружба и в 1-м км от сёл Дорошовка и Должик.
К селу примыкает большой лесной массив (дуб, сосна).
Рядом проходит автомобильная дорога Т-1915.